# Le Suicide
Pour les articles homonymes, voir Suicide (homonymie).
Le Suicide, publié en 1897, est une étude sociologique positiviste  où Émile Durkheim met en œuvre les principes méthodologiques qu'il a préalablement définis dans Les Règles de la méthode sociologique. Dans cet ouvrage, il défend l'idée selon laquelle le suicide est un fait social à part entière – il exerce sur les individus un pouvoir coercitif et extérieur – et, à ce titre, peut être analysé par la sociologie. Ce phénomène, dont on pourrait penser de prime abord qu'il est déterminé par des raisons relevant de l'intime, du psychologique, est également éclairé par des causes sociales, des déterminants sociaux.  
La statistique montre en effet que le suicide est un phénomène social normal : il est un phénomène régulier que l'on retrouve dans la plupart des sociétés et, au sein de chaque société, les taux de suicide évoluent relativement peu. « Ce qu'expriment ces données statistiques, c'est la tendance au suicide dont chaque société est collectivement affligée ».   
Durkheim va d'abord s'attacher à dégager les causes du suicide et ensuite proposer une typologie des suicides, selon leurs causes.

## Structure de l'ouvrage
Le Suicide est constitué de trois livres, de taille à peu près équivalente :
- Livre I : Les facteurs extra-sociaux
- Livre II : Causes sociales et types sociaux
- Livre III : Du suicide comme phénomène social en général.

## Les causes du suicide

### Les thèses sociologiques de Durkheim
Le sociologue Durkheim constate que la religion, la famille, certaines situations politiques protègent du suicide. La religion et la famille sont des instances d'intégration des individus qui les protègent du suicide en leur interdisant moralement d'y recourir. La guerre et les révolutions semblent également protéger du suicide : en temps de troubles publics, les taux de suicide ont tendance à diminuer car durant ce laps de temps, les individus sont intégrés autour de grands enjeux nationaux qui ravivent le sentiment d'appartenance à une société. Ainsi, l'une des causes déterminantes du suicide qui se dégage est celle de l'intégration, facteur de protection des tendances suicidogènes : « Le suicide varie en fonction inverse du degré d'intégration des groupes sociaux dont fait partie l'individu […] Quand la société est fortement intégrée, elle tient les individus sous sa dépendance, considère qu'ils sont à son service et, par conséquent, ne leur permet pas de disposer d'eux-mêmes à leur fantaisie ». 
Outre la question de l'intégration, la régulation est la seconde cause qui permet de rendre compte des taux de suicide. Si les sociétés intègrent, elles ont également un pouvoir de régulation : elles fournissent des règles que les individus doivent suivre, qui dictent leur conduite et leur fournissent des repères. À partir de ces deux grandes causes que sont l'intégration et la régulation, Durkheim dégage quatre grands types de suicide.

#### Typologie sociologique des suicides
1. Le suicide égoïste  intervient lors d'un défaut d'intégration : l'individu n'est pas suffisamment rattaché aux autres. La société tient les individus en vie en les intégrant (cf. le suicide de célibataires).
2. Le suicide altruiste : à l'inverse du suicide égoïste, le suicide altruiste est déterminé par un excès d'intégration. Les individus ne s'appartiennent plus et peuvent en venir à se tuer par devoir (on peut avoir en tête les suicides dans l'armée, dans des sectes, etc.).
3. Le suicide anomique intervient lors d'un défaut de régulation : la réglementation, les normes sont moins importantes, elles sont devenues plus floues. Les individus sont moins tenus, leurs conduites sont moins réglées, leurs désirs ne sont plus limités ou cadrés. Ils peuvent éprouver le « mal de l'infini ».
4. Le suicide fataliste, quant à lui, intervient dans les cas d'excès de régulation : la vie sociale est extrêmement régulée, les marges de manœuvre individuelles sont réduites. Le contrôle social, les normes, sont trop importants. Cette dernière notion est attribuée à Durkheim, mais il ne l'évoque pas dans l'ouvrage initial de 1897[4].

|             | Défaut           | Excès             |
| ----------- | ---------------- | ----------------- |
| Intégration | Suicide égoïste  | Suicide altruiste |
| Régulation  | Suicide anomique | Suicide fataliste |

En définitive, dans cet ouvrage, on retrouve la préoccupation de Durkheim pour la cohésion sociale — préoccupation que l'on retrouve dès son travail de thèse, De la division du travail social. Durkheim établit une relation de cause à effet entre les formes déséquilibrées du lien social (défaut / excès d'intégration ; défaut / excès de régulation) et les taux de suicide.

## Postérité
La sortie du livre ne suscite guère d'enthousiasme et ce n'est que tardivement qu'il devient un « classique » de la sociologie.
Célestin Bouglé n'ayant pas souhaité écrire un compte-rendu de l'ouvrage dans L'Année sociologique, c'est Paul Fauconnet qui s'en chargea. Gustave Belot, initialement proposé par Célestin Bouglé pour ce compte-rendu, publia une recension de l'ouvrage en 1898.
Maurice Halbwachs, un ami de Durkheim, réanalyse les données et les complète dans un livre critique, Les Causes du suicide, en 1930. Il affirme, entre autres, que la religion n'a pas d'influence sur le taux de suicide.

### Éditions
- Émile Durkheim, Le Suicide : Étude de sociologie, Paris, Félix Alcan, 1897, 462 p.
- Émile Durkheim, Le Suicide : Étude de sociologie, Paris, Impr. des Presses universitaires de France et Félix Alcan, 1930, 462 p.
- Émile Durkheim, Le Suicide : Étude de sociologie, Paris, Presses universitaires de France, 1960, 463 p.
- Émile Durkheim, Le Suicide : Étude de sociologie, Paris, Presses universitaires de France, coll. « Quadrige » (no 19), 1981, 463 p.  (ISBN 2-13-037196-5)
- Émile Durkheim, Le Suicide : Étude de sociologie, Paris, Presses universitaires de France, coll. « Quadrige » (no 19), 1990, 463 p.. 1990  (ISBN 2-13-043033-3)
- Émile Durkheim, Le Suicide : Étude de sociologie, Paris, Presses universitaires de France, coll. « Quadrige » (no 19), 1993, 463 p.  (ISBN 2-13-045663-4)
- Émile Durkheim, Le Suicide : Étude de sociologie, introduction de Serge Paugam, Paris, Presses universitaires de France, coll. « Quadrige / Grands textes », 2007  (ISBN 978-2-13-056330-3)
- Émile Durkheim, Le Suicide : Étude de sociologie, préface de Robert Neuburger, Paris, Payot & Rivages, coll. « Petite Bibliothèque Payot » (no 692), 2008, 492 p.  (ISBN 978-2-228-90382-0)
- Émile Durkheim, Le Suicide : Étude de sociologie dans Les Classiques des sciences sociales